# 中町 (西東京市)
中町（なかまち）は、東京都西東京市の町名。現行行政地名は中町一丁目から中町六丁目。住居表示実施済み区域である。郵便番号は202-0013。

## 地理
西東京市の中央部に位置する。町域は左下（南西）の欠けた三角形の形をしており、北東に東町、南に富士町、南西に保谷町、北西は泉町に隣接する。時計回りに中町一～六丁目が設置されている。（北端は中町二丁目）
- 廃河川の新川が存在する

### 面積と人口
丁目毎の面積 、人口と世帯数、および人口密度は以下の通りである。（2018年（平成30年）1月1日現在）
| 丁目       | 面積    | 人口     | 人口     | 人口     | 世帯数     | 人口密度        | 備考 |
| 丁目       | 面積    | 男       | 女       | 計       | 世帯数     | 人口密度        | 備考 |
| ---------- | ------- | -------- | -------- | -------- | ---------- | --------------- | ---- |
| 中町一丁目 | 0.12km2 | 406 人   | 404 人   | 810 人   | 356 世帯   | 6,750.0 人/km2  |      |
| 中町二丁目 | 0.07km2 | 462 人   | 459 人   | 921 人   | 474 世帯   | 13,157.1 人/km2 |      |
| 中町三丁目 | 0.11km2 | 642 人   | 664 人   | 1,306 人 | 550 世帯   | 11,872.7 人/km2 |      |
| 中町四丁目 | 0.11km2 | 668 人   | 706 人   | 1,374 人 | 565 世帯   | 12,490.9 人/km2 |      |
| 中町五丁目 | 0.13km2 | 818 人   | 824 人   | 1,642 人 | 773 世帯   | 12,630.8 人/km2 |      |
| 中町六丁目 | 0.13km2 | 573 人   | 643 人   | 1,216 人 | 513 世帯   | 9,353.8 人/km2  |      |
| 計         | 0.67km2 | 3,569 人 | 3,700 人 | 7,269 人 | 3,231 世帯 | 10,849.3 人/km2 |      |

### 小・中学校の学区
市立小・中学校に通う場合、学区は以下の通りとなる。
| 丁目       | 街区 | 小学校               | 中学校               |
| ---------- | ---- | -------------------- | -------------------- |
| 中町一丁目 | 全域 | 西東京市立保谷小学校 | 西東京市立明保中学校 |
| 中町二丁目 | 全域 | 西東京市立東小学校   | 西東京市立明保中学校 |
| 中町三丁目 | 全域 | 西東京市立碧山小学校 | 西東京市立明保中学校 |
| 中町四丁目 | 全域 | 西東京市立碧山小学校 | 西東京市立明保中学校 |
| 中町五丁目 | 全域 | 西東京市立碧山小学校 | 西東京市立明保中学校 |
| 中町六丁目 | 全域 | 西東京市立保谷小学校 | 西東京市立保谷中学校 |

### 地価
住宅地の地価は、2015年（平成27年）7月1日の公示地価によれば、中町4-3-25の地点で24万9000円/m2となっている。

## 歴史
明治以前には、武蔵国新座郡上保谷村に属していた。旧保谷市地域である。
- 1967年（昭和42年）1月1日 保谷市が当町域の町名整理を実施。
  - 大字上保谷の小字三軒家（一部）、天神山、鳥久保、荒井竹（一部）、苗木山をもって、中町一丁目～六丁目を設置する。
- 2001年（平成13年）1月21日 保谷市と田無市が合併し西東京市が発足、西東京市中町となる。

### 地名の由来
旧保谷市の中央部に位置することより。なお、町名の案として、中町の他に「碧山町」「苗木町」「天神町」が挙がっていた。

## 交通

### 鉄道
鉄道空白地帯となる。町域内に鉄道駅はない。 
ちょうど西武池袋線と西武新宿線の中間に町域があり、町内各所からの最寄駅は西武池袋線保谷駅または西武新宿線東伏見駅となる。各所から最寄駅まで概ね徒歩10～20分程度である。
| 隣接街区の駅                                            | バス利用により利用可能の駅                                                   |
| ------------------------------------------------------- | ---------------------------------------------------------------------------- |
| 西武池袋線 - 保谷駅(SI 12) 西武新宿線 - 東伏見駅(SS 15) | JR中央線 JR中央・総武線各駅停車 京王井の頭線 - 吉祥寺駅(JC 11)(JB 02)(IN 17) |

### バス
- 西武バス上石神井営業所が存在。

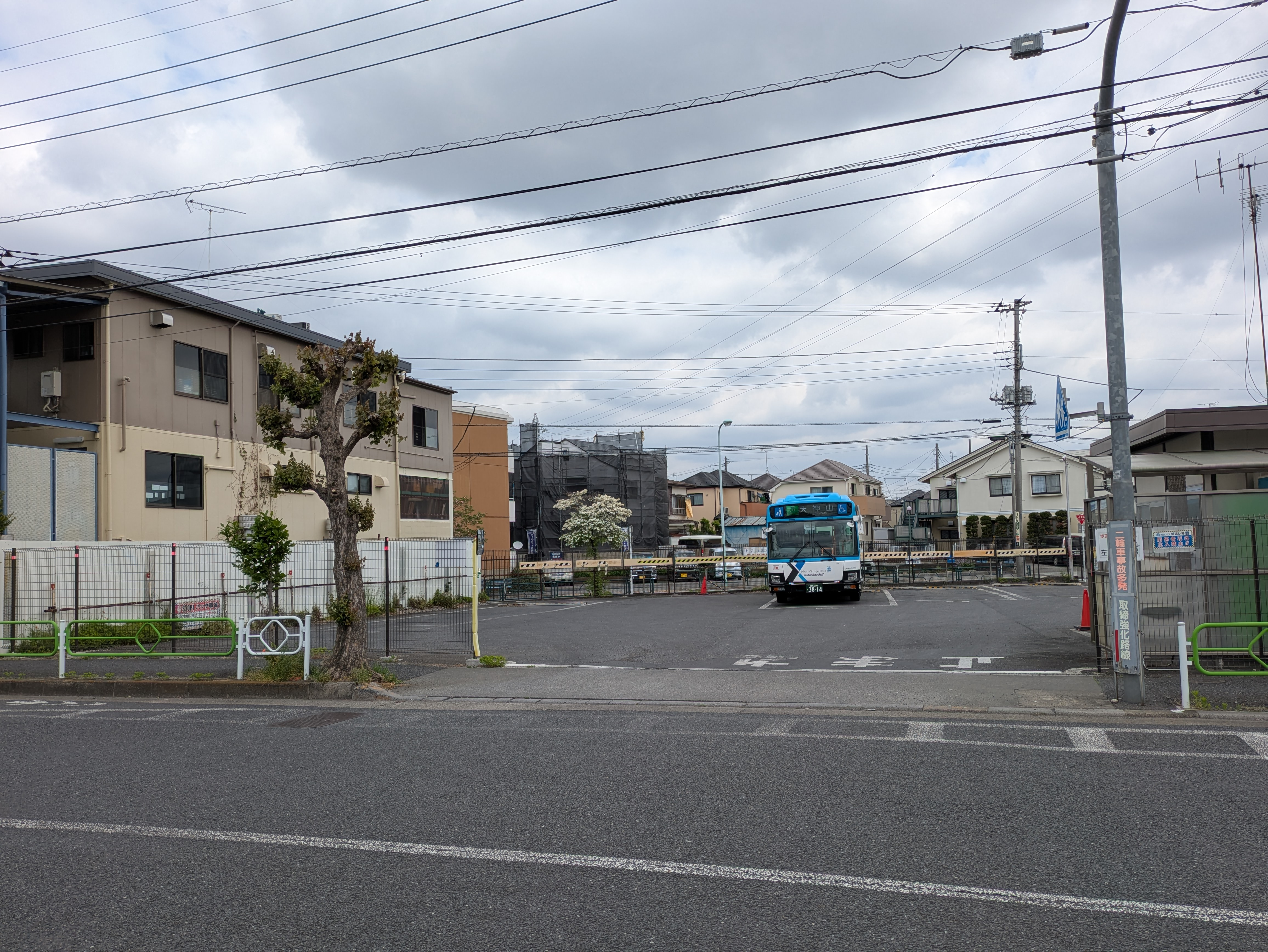
天神山車庫

町域内を走る西武バス（一般路線）およびはなバス（コミュニティバス）を運行している。
また、町内に天神山車庫が存在し、バス発着の拠点となっている。

### 道路
- 都道233号線（保谷新道）
- 都道234号線

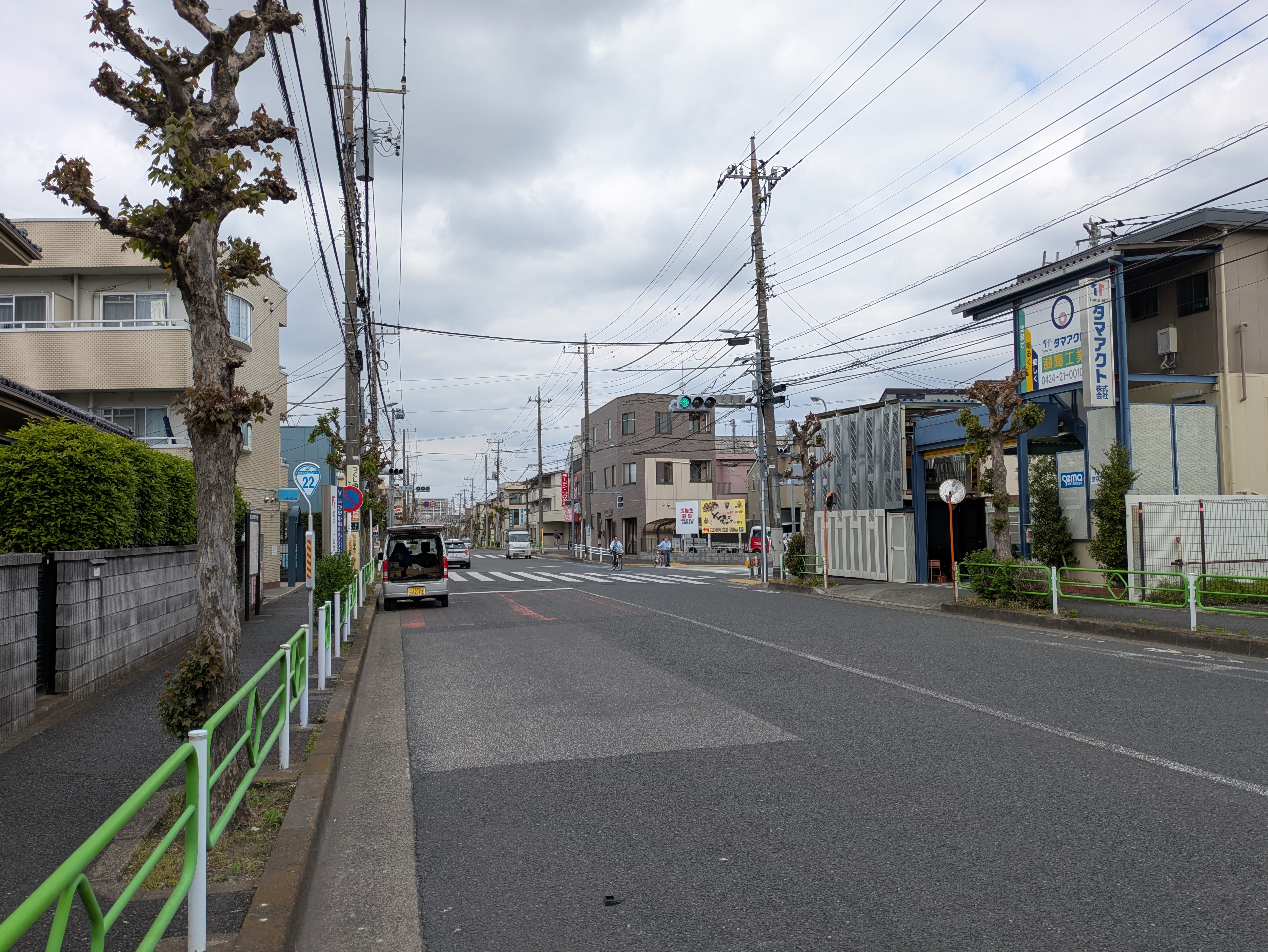
天神山交差点

- 多摩南北道路1号線（調布保谷線）（伏見通り）
- 西東京市道112号線（かえで通り）

## 施設
旧田無市との合併前は、旧保谷市の市役所（現西東京市役所保谷庁舎）があり、同市の行政の中心地だった。このため、現在でも行政関係の施設が多い。
- 西東京市役所保谷庁舎
- 西東京市保谷こもれびホール
- 西東京市スポーツセンター
- 西東京市防災センター
- 保谷保健福祉総合センター
- 西東京市中町児童館
- 西東京市立碧山小学校
- 西東京市立なかまち保育園